# 齊叫好
齊叫好（日语：メイケイエール），是日本純種競賽馬匹。生涯活躍於短途及一哩賽事，曾勝出鬱金香賞、京王盃春季盃及人馬錦標在內的六項分級賽。由於其常常在賽場上表現獨特的脾氣及個性，因而被稱為「任性的大小姐」（わがままお嬢様）。

## 出賽前
2018年2月23日出生於北海道安平町北部牧場，成長途中於拍賣會上被馬主公司名古屋競馬以2808萬日圓購入。
其後交由栗東訓練中心練馬師武英智訓練。

## 競賽生涯

### 2歲
2020年8月22日出戰小倉競馬場2歲新馬戰，於比賽初段保持於前頭第三的位置下在直路順利衝出，最終越走越順之下輕鬆拋離對手，以5馬位的優勢取得首勝。
9月6日出戰小倉兩歲錦標，由於賽事當日超強颱風海神迫近造成降雨，因而曾於雨中作賽並取得第二的月上遊獲得第一人氣，齊叫好則位居第二人氣。比賽開始後，其並未有過早取位，意思保持於馬群中團的位置，直至於通過彎道時才逐步抽出外檔發力並迫近先頭部隊。進入直路後，其瞬間衝出並爆發優秀的末腳，超越前方的月上遊下繼續拉開對手，最終以1 1/4馬位優勢取得首個分級賽冠軍，亦為練馬師武英智帶來首個分級賽優勝。
緊接於11月7日挑戰夢幻錦標，比賽開始後隨即進佔先頭位置，保持穩定的節奏下於直路初頭逐步透出。進入直路後，其繼續保持過彎時候的走勢，不斷加速之下成功超越所有對手奪冠取得連勝，亦以1分20.1秒的完賽時間打破阪神競馬場1400米草地賽道2歲馬的記錄時間。

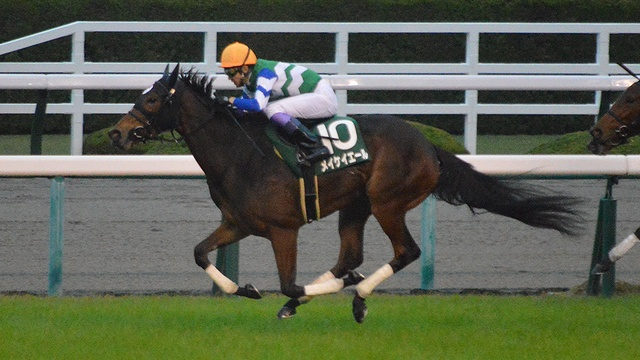
出戰夢幻錦標的齊叫好

年末其繼續於分級賽中進擊，以一級賽阪神兩歲牝馬錦標作為目標。比賽開始後，由於其在外檔起步，且於比賽初段未有主動向前的取態，因而騎師武豐控制其保持約莫第十二的位置推進，於通過彎道時才稍微向前。進入直路後，其嘗試於所在位置展開加速，然而未能修復之前的失利，最終敗於純淨之輝、里見女尊及安身立命取得第四。

### 3歲
2021年以櫻花賞前哨戰鬱金香賞作為首戰，作為陣容之中唯一取得過分級勝利的賽駒，其以壓倒性的1.6倍獨贏賠率取得第一人氣支持。比賽開始後，其保持於第五左右的位置展開推進，但於比賽途中一直處於搶口狀態不斷衝前，於第三彎道時經已進佔領先的位置。進入直路後，其繼續以過彎時候的速度繼續衝刺，最終被內欄的的英女皇塔及外檔Stutti迫近下三駒近乎同一時間衝線。而經過賽後的照片判定，賽會最終宣判齊叫好及英女皇塔一同獲得平頭冠軍。
其後按照計劃出戰櫻花賞，由於主戰騎師武豐受傷，本次比賽由橫山典弘代打策騎。 比賽開始後，其因為漏閘需要於後方位置追走，然而於通過第一彎道前再度展現出鬱金香賞時的狀態，不斷搶口之下一舉衝出至前方，於比賽中段更繼續暴走並早早進佔第一的位置。進入直路後，由於其在比賽途中的衝刺經已導致自身體力耗盡，最終失速之下以第十八大敗。
以於櫻花賞賽後，其因為於比賽途中的搶口行為被勒令進行測試，並於8月19日成功通過。
完成測試後，其按照計劃出戰堅蘭盃，但於比賽途中未能發揮表現，最終以第七完賽。
秋季按照原本的計劃以短途馬錦標作為目標，並改由池添謙一策騎。比賽開始後，其於初段成功穩定情緒並於中團位置穩步推進，於第四彎道開始於外檔位置徐徐發力。進入直路後，其繼續保持衝勁於所在位置加速，最終衝刺一小段路程下敗於妙發靈機、拉丁城市及喜雅王取得第四。

### 4歲
2022年作為年長馬的首戰為絲路錦標，於加裝馬具的情況下在比賽初段情緒再度被穩定，保持於有利位置下最最後彎道稍微透出。進入直路後，其於內欄位置展開突破，最終優秀的末腳速度下成功取得領先並阻止後方的紅暉熠熠及日照飛駿的追擊，以1馬位優勢取得睽違11個月的勝利。
3月27日出戰高松宮紀念，比賽初段選擇保持於中團位置，逐步並一直以穩定的姿態等待時機。進入直路後，其於外檔位置一舉加速務求突破，然而受限於對內欄有利的馬場下未能壓制其他對手，最終以第五的戰績完賽。
其後出戰京王盃春季盃，本次比賽選擇於中團靠前位置穩定推進，於進入直路後瞬間有中檔位置衝出並取得領先，最後成功抵擋位置稍後的Sky Groove之追擊，以1/2馬位取得第五個分級賽冠軍，並成為時隔12年贏得此賽事的雌馬，更為時隔22年贏得此賽事的4歲雌馬。

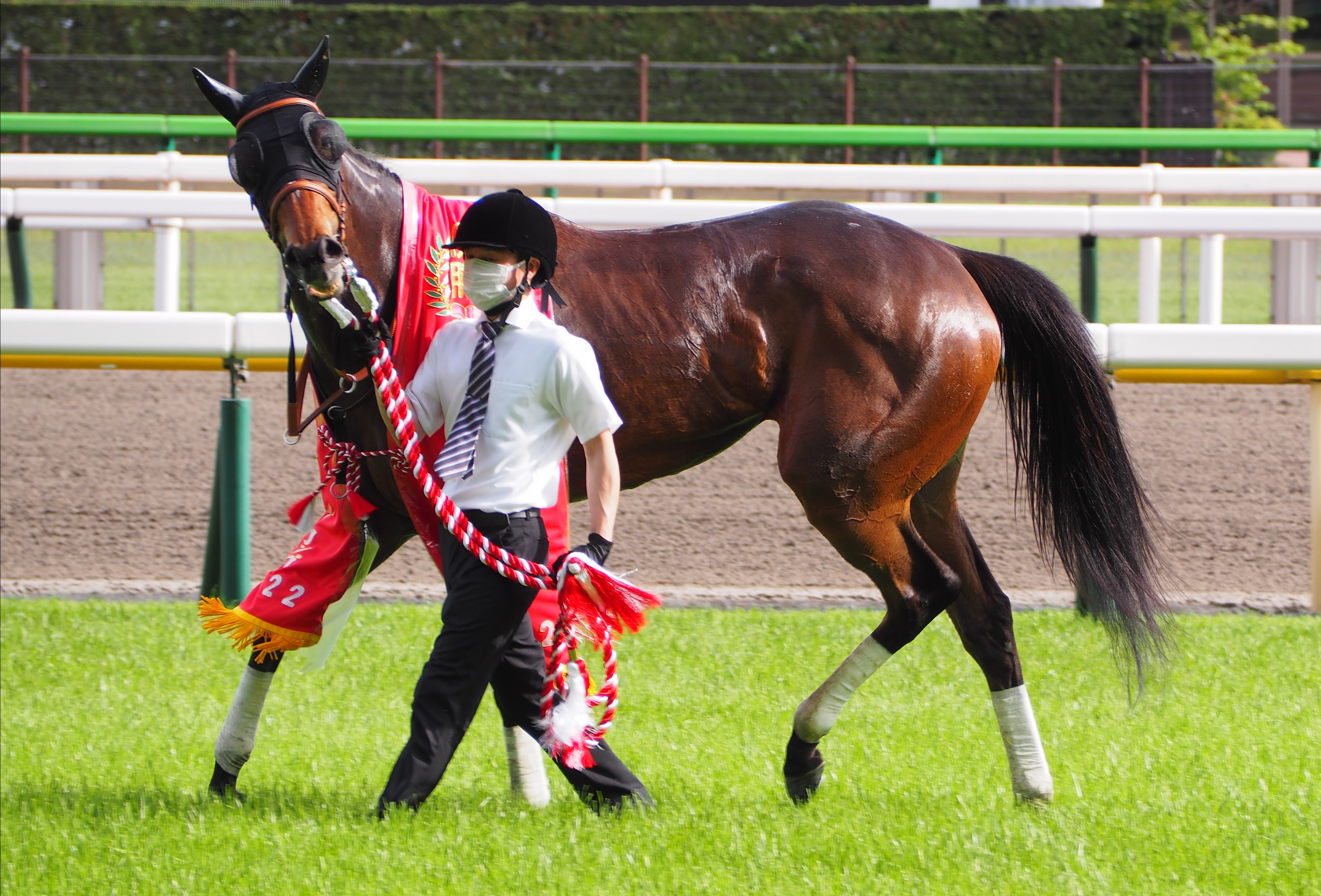
京王盃春季盃頒獎儀式

於6月避戰安田紀念後進入放草，在9月的人馬錦標復出。比賽開始後，其順利衝出並保持於第五的位置，於比賽途中未有太大的動作。進入直路後，其於所在位置展開加速，最終輕鬆超越對手下繼續拉開，以2 1/2馬位優勢及1分6.2秒的破紀錄完賽時間取得勝利。

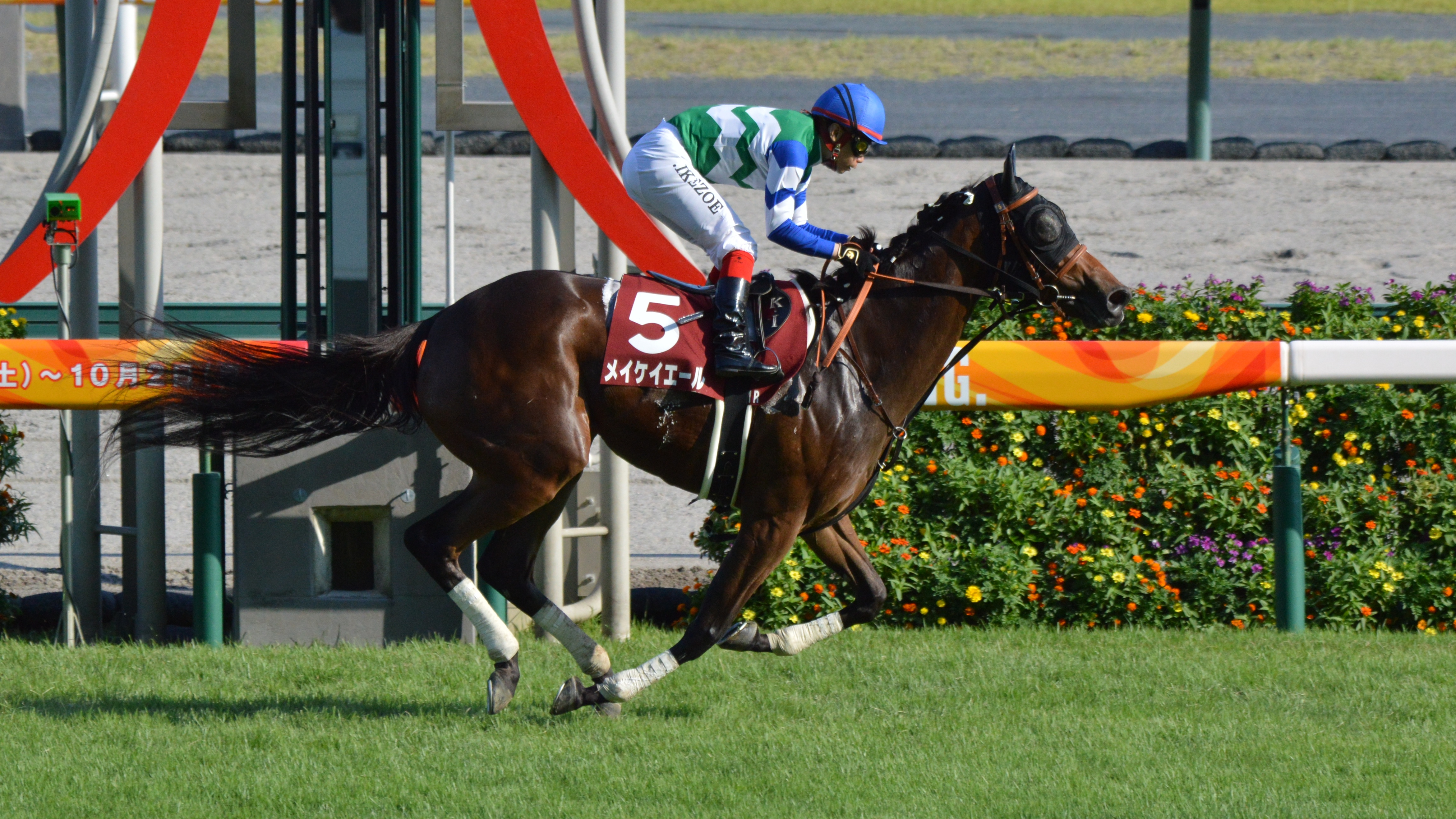
出戰人馬錦標的齊叫好

其後出戰正賽短途馬錦標，然而於直路無法順利加速，最終以第十四大敗。
完成短途馬錦標後，陣營安排其遠征香港以香港短途錦標作為目標，由於主戰騎師池添謙一因上次在日本策騎過終點時墮馬受傷，改由上星期三客串國際騎師錦標賽的麥道朗策騎，雖然於比賽途中可以維持穩定的走勢，但於直路上未有展現出過於優秀的表現，最終以第五完賽。
而於年末，由京都競馬場主辦的企劃「Idol Horse選拔2022」公佈結果，齊叫好以40903票成為所有賽駒中最高票數的一位，因而以其作為形象的「Idol Horse玩偶」於2023年開始製作及發售。

### 5歲
2023年上半年於調整後選擇積行高松宮紀念，採取中團戰術下因於直路完全無法加速而跑獲第十二，於安田紀念中則因漏閘及蹄鐵跌落而以第十五大敗。

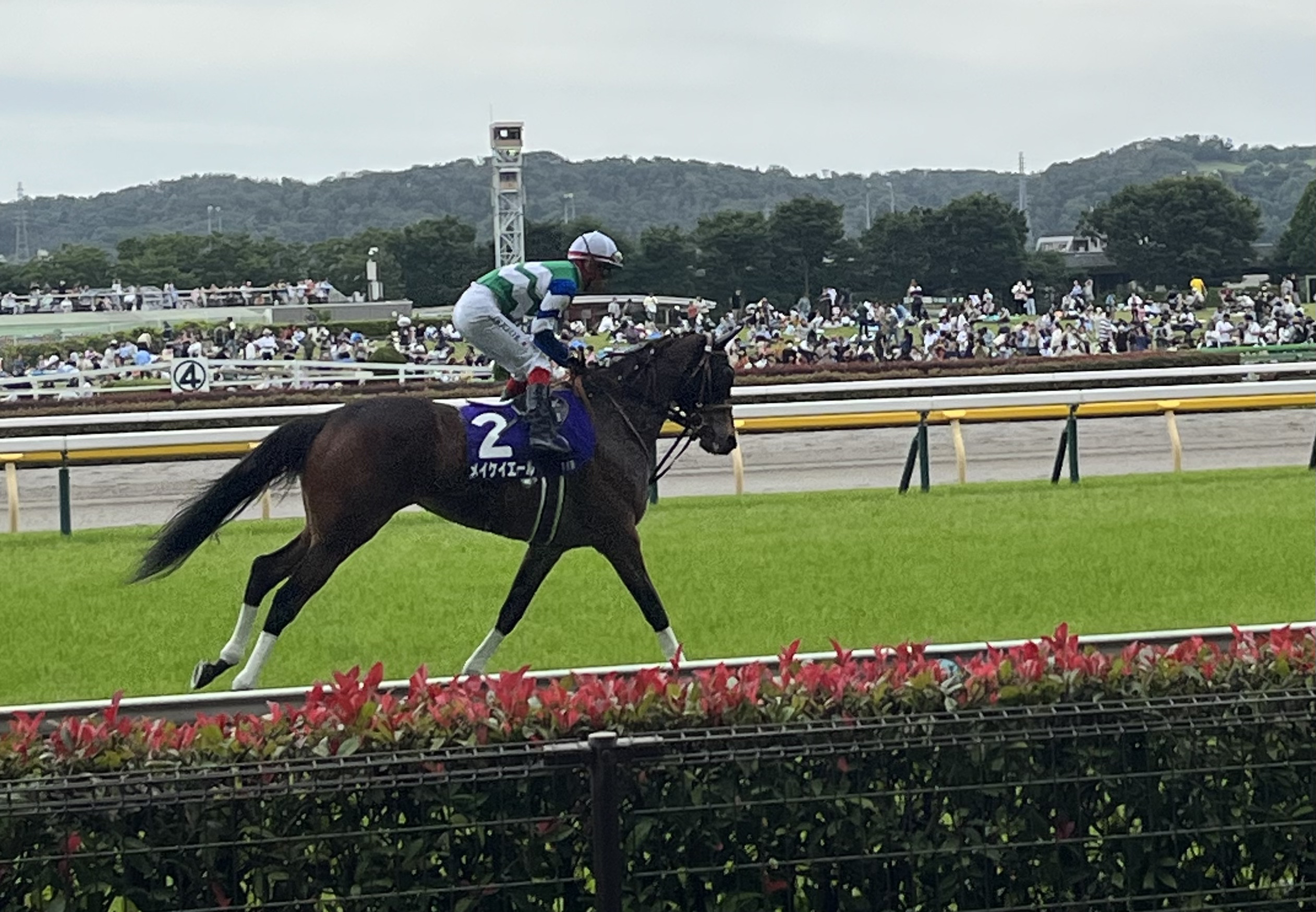
安田紀念賽前熱身

進入秋季後，其以短途馬錦標作為目標，保持於有利位置下在彎道逐步抽出外檔加速，最終奮力追趕之下跑獲一席第五。
完成短途馬錦標後，陣營安排其前往美國遠征，原定以育馬者盃草地短途大賽作為目標，但其後改為育馬者盃雌馬短途大賽。比賽開始後，其繼續保持於中團位置推進，但於進入直路後明顯因泥地識整不不足以開始乏力，最終以包尾第九完賽。

### 6歲
2024年首戰為京都牝馬錦標，再度漏閘之下逐步進佔中團位置，但於直路上未能展步加速，最終以第十落敗。
2月20日出戰退役戰高松宮紀念，比賽途中於中團前方位置逐步推進，於通過彎道時逐步取位。進入直路後，其於外檔位置展開衝刺，但未能進入加速狀態下僅能跑獲第九。
而於當日所有賽事結束後，其於中京競馬場內舉行退役儀式，成為1984年分級制引入以來，1989年的Kosei及2002年的大和德州後第三匹舉行退役儀式的非一級賽優勝馬。

### 詳細賽績
| 日期       | 舉辦國家/地區 | 馬場     | 距離     | 級別 | 賽事名稱             | 負重 | 騎師     | 馬號 | 出馬 | 名次 | 時間    | 頭馬（二馬）     |
| ---------- | ------------- | -------- | -------- | ---- | -------------------- | ---- | -------- | ---- | ---- | ---- | ------- | ---------------- |
| 22/9/2020  | 日本          | 小倉     | 草1200   |      | 2歲新馬              | 54   | 福永祐一 | 1    | 17   | 1    | 1:09.4  | （Pegasus Wing） |
| 6/9/2020   | 日本          | 小倉     | 草1200   | GIII | 小倉兩歲錦標         | 54   | 武豐     | 8    | 10   | 1    | 1:09.6  | （月上游）       |
| 7/11/2020  | 日本          | 阪神     | 草1400   | GIII | 夢幻錦標             | 54   | 武豐     | 10   | 12   | 1    | 1:20.1  | （Opal Moon）    |
| 13/12/2020 | 日本          | 阪神     | 草1600   | GI   | 阪神兩歲牝馬錦標     | 54   | 武豐     | 18   | 18   | 4    | 1:33.3  | 純淨之輝         |
| 6/3/2021   | 日本          | 阪神     | 草1600   | GII  | 鬱金香賞             | 54   | 武豐     | 1    | 12   | 1    | 1:33.8  | （英女皇塔）[a]  |
| 11/4/2021  | 日本          | 阪神     | 草1600   | GI   | 櫻花賞               | 55   | 横山典弘 | 8    | 18   | 18   | 1:34.0  | 純淨之輝         |
| 29/8/2021  | 日本          | 札幌     | 草1200   | GIII | 堅蘭盃               | 52   | 武豐     | 5    | 16   | 7    | 1:09.4  | 念念             |
| 3/10/2021  | 日本          | 中山     | 草1200   | GI   | 短途馬錦標           | 53   | 池添謙一 | 6    | 16   | 4    | 1:07.8  | 妙發靈機         |
| 30/1/2022  | 日本          | 中京     | 草1200   | GIII | 絲路錦標             | 55   | 池添謙一 | 3    | 18   | 1    | 1:08.1  | （紅暉熠熠）     |
| 27/3/2022  | 日本          | 中京     | 草1200   | GI   | 高松宮紀念           | 55   | 池添謙一 | 17   | 18   | 5    | 1:08.4  | 日照飛駿         |
| 14/5/2022  | 日本          | 東京     | 草1400   | GII  | 京王杯SC             | 54   | 池添謙一 | 12   | 12   | 1    | 1:20.2  | （Sky Groove）   |
| 11/9/2022  | 日本          | 中京     | 草1200   | GII  | 人馬錦標             | 55   | 池添謙一 | 5    | 13   | 1    | 1:06.2  | （初勁）         |
| 2/10/2022  | 日本          | 中山     | 草1200   | GI   | 短途馬錦標           | 55   | 池添謙一 | 13   | 16   | 14   | 1:08.7  | 險峰懸壁         |
| 11/12/2022 | 香港          | 沙田     | 草1200   | GI   | 香港短途錦標         | 55.5 | 麥道朗   | 13   | 14   | 5    | 1:09.02 | 福逸             |
| 26/3/2023  | 日本          | 中京     | 草1200   | GI   | 高松宮紀念           | 56   | 池添謙一 | 5    | 18   | 12   | 1:12.6  | 初勁             |
| 4/6/2023   | 日本          | 東京     | 草1600   | GI   | 安田紀念             | 56   | 池添謙一 | 2    | 18   | 15   | 1:32.7  | 前人足跡         |
| 1/10/2023  | 日本          | 中山     | 草1200   | GI   | 短途馬錦標           | 56   | 池添謙一 | 8    | 16   | 5    | 1:08.4  | 大海女神         |
| 4/11/2023  | 美國          | 聖雅尼塔 | 泥1400米 | GI   | 育馬者盃雌馬短途大賽 | 56   | 池添謙一 | 6    | 9    | 9    | 1:25.51 | Goodnight Olive  |
| 17/2/2024  | 日本          | 京都     | 草1400   | GIII | 京都牝馬錦標         | 56   | 池添謙一 | 13   | 18   | 10   | 1:20.9  | 真炫美           |
| 24/3/2024  | 日本          | 中京     | 草1200   | GI   | 高松宮紀念           | 56   | 池添謙一 | 11   | 18   | 9    | 1:10.0  | 消暑樂祭         |

a 其和此賽駒爲平頭冠軍

## 退役後
退役後，齊叫好成為了繁殖雌馬，於北海道安平町北部牧場休養，在2024年進行配種。首匹子嗣將於2025年出生，可於2027年出賽。

## 血統簡介
父系覓奇島為日本賽駒，生涯戰績優秀，曾勝出NHK一哩賽及一哩冠軍賽事。祖父大震撼爲日本賽駒，爲日本賽馬史上第二匹無敗三冠馬，生涯出戰十四場賽事僅得兩場未能勝出，退役後配種成績亦極爲優秀。
母系Shiroinger為日本賽駒，生涯四戰全敗。外祖父無敵先鋒爲英國賽駒，生涯戰績優秀，曾勝出一級賽英皇佐治六世及皇后伊利沙伯錦標，退役後被社台集團引入至日本作配種馬之用。

### 血統表
| 父線：週日寧靜系（Halo系）             |                          |                |               |
| 種馬 覓奇島 20011年（棗色）            | 大震撼 2002年（棗色）    | 週日寧靜       | Halo          |
| 種馬 覓奇島 20011年（棗色）            | 大震撼 2002年（棗色）    | 週日寧靜       | Wishing Well  |
| 種馬 覓奇島 20011年（棗色）            | 大震撼 2002年（棗色）    | 風中秀髮       | Alzao         |
| 種馬 覓奇島 20011年（棗色）            | 大震撼 2002年（棗色）    | 風中秀髮       | Burghclere    |
| 種馬 覓奇島 20011年（棗色）            | Star Isle 2004年（棗色） | 直布羅山       | 丹山          |
| 種馬 覓奇島 20011年（棗色）            | Star Isle 2004年（棗色） | 直布羅山       | Offshore Boom |
| 種馬 覓奇島 20011年（棗色）            | Star Isle 2004年（棗色） | Isle de France | 雷利耶夫      |
| 種馬 覓奇島 20011年（棗色）            | Star Isle 2004年（棗色） | Isle de France | Stella Madrid |
| 繁殖雌馬 Shiroinger 2013年（白色）     | 無敵先鋒 2006年（棗色）  | 單色里         | 丹山          |
| 繁殖雌馬 Shiroinger 2013年（白色）     | 無敵先鋒 2006年（棗色）  | 單色里         | Hasili        |
| 繁殖雌馬 Shiroinger 2013年（白色）     | 無敵先鋒 2006年（棗色）  | Penang Pear    | Bering        |
| 繁殖雌馬 Shiroinger 2013年（白色）     | 無敵先鋒 2006年（棗色）  | Penang Pear    | Guapa         |
| 繁殖雌馬 Shiroinger 2013年（白色）     | 小雪 2005年（白色）      | 大洋船         | French Deputy |
| 繁殖雌馬 Shiroinger 2013年（白色）     | 小雪 2005年（白色）      | 大洋船         | Blue Avenue   |
| 繁殖雌馬 Shiroinger 2013年（白色）     | 小雪 2005年（白色）      | Shirayukihime  | 週日寧靜      |
| 繁殖雌馬 Shiroinger 2013年（白色）     | 小雪 2005年（白色）      | Shirayukihime  | Wave Wind     |
| 雌系：號族：2-w                        |                          |                |               |
| 五代內近親交配：週日寧靜 3×4、丹山 4×4 |                          |                |               |

## 命名由來
名字中，Meikei（メイケイ）是馬主名古屋競馬之冠名，出自其公司名字縮寫「名競」之音讀，Yell（エール）則帶有應援之意思，香港只取後半部分的意思，翻譯為「齊叫好」。

## 外部連結
- 齊叫好 netkeiba.com （页面存档备份，存于）
- 血統表 （页面存档备份，存于）